# Kickstart My Heart: a Tribute to Mötley Crüe
Kickstart My Heart: a Tribute to Mötley Crüe es un álbum homenaje a la banda de hard rock Mötley Crüe lanzado en 1999. Este disco tributo de 1999 contiene versiones hechas por Paul Shortino, Babylon A.D., Pink Cream 69 entre otros artistas. Fue editado a beneficio de The Skylar Neil Foundation.

## Lista de canciones
1. «Live Wire» - Gary Schutt
2. «Public Enemy #1» - Spiders & Snakes
3. «Take Me to the Top» - Babylon A.D.
4. «Shout at the Devil» - Lunatic Candy Creep
5. «Looks That Kill» - Pink Cream 69
6. «Bastard» - Eidolon
7. «Red Hot» - Paul Shortino/Fastuca
8. «Too Young to Fall in Love» - Psyco Drama
9. «Home Sweet Home» - Heaven
10. «Girls, Girls, Girls» - Mother Mercy
11. «Dancin' On Glass» - Krunk
12. «Kickstart My Heart» - Jester
13. «Don't Go Away Mad (Just Go Away)» - Heaven's Edge